# Alisterus scapularis
El papagayo australiano o cotorra real (Alisterus scapularis) es una especie de ave psitaciforme de la familia Psittaculidae endémica del este de Australia. Se encuentra en los bosques húmedos de regiones altas del este del continente australiano, incluidos los bosques de Eucalyptus de la zona templada como las selvas de las zonas tropicales y subtropicales. Se alimentan de frutos, semillas e insectos.

## Descripción

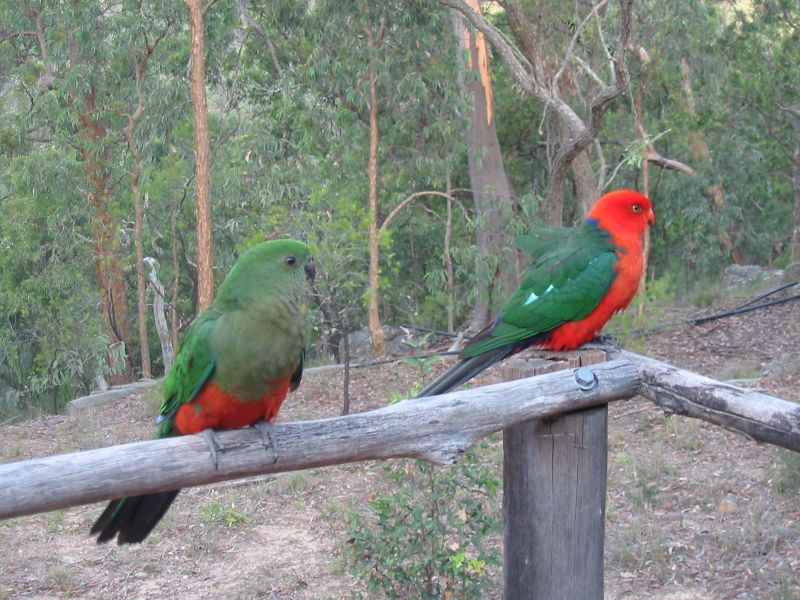
Hembra (izquierda) y macho (derecha).

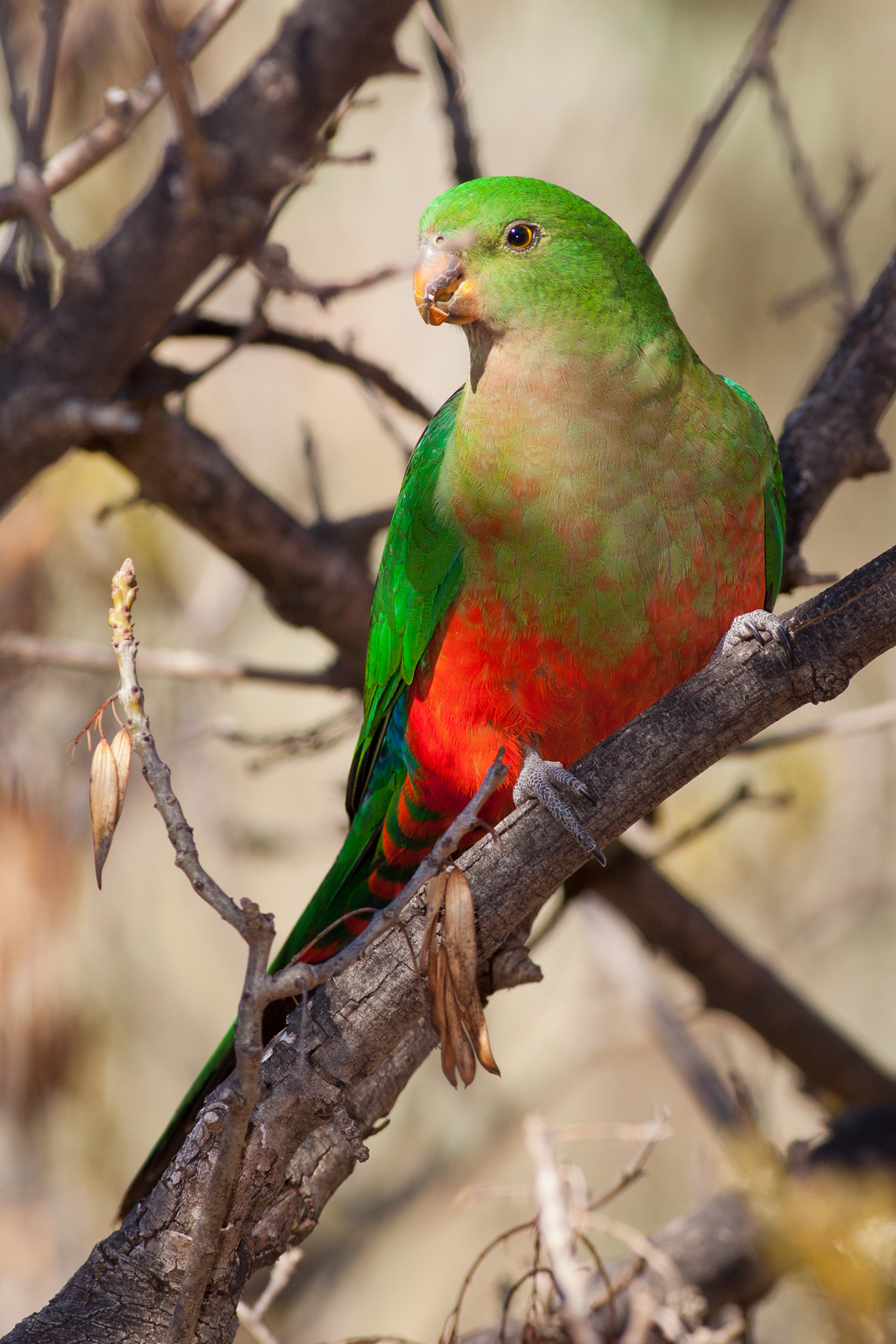
Juvenil.

Los adultos miden alrededor de 43 cm de largo, incluida su larga y ancha cola. Presentan dimorfismo sexual en la coloración. El macho adulto tiene la cabeza, el pecho y las partes inferiores de color rojo, con una lista azul en la parte posterior del cuello separando la zona roja del verde de la espalda, alas y cola. Presenta una banda más clara en los hombros y su obispillo es azul. Los machos tienen la mandíbula superior anaranjada rojiza con la punta negra, y la inferior negra con la base naranja. El iris de sus ojos es amarillo. En cambio, las hembras tienen la cabeza y el pecho verdes, su pico es gris y la banda de sus hombros es más pequeña o está ausente. Los juveniles de ambos sexos tienen los ojos castaños y el pico amarillento, y un plumaje similar al de las hembras.
Algunos individuos tienen una variación rara al carecer de melanina en sus plumas, por lo que son de color entre naranja a amarillo.

## Taxonomía
El papagayo australiano fue descrito científicamente por el naturalista alemán Martin Lichtenstein en 1818. Es uno de los tres miembros del género Alisterus. A veces se les ha incluido en el género Aprosmictus. 
Se reconocen dos subespecies, que se diferencian principalmente por el tamaño:
- - Alisterus scapularis minor Mathews, 1911, presente en el límite septentrional de la especie. Tiene un aspecto similar a la nominal aunque como su nombre indica es de menor tamaño,[3] generalmente unos 5 cm menos.
  - Alisterus scapularis scapularis (Lichtenstein, 1816)

## Distribución y hábitat
El papagayo australiano se extiende desde el norte y centro de Queensland hasta el sur de Victoria. Generalmente se avistan en pequeños grupos acompañados de varias especies de rosellas. Además de su hábitat normal de las regiones altas orientales pueden encontrase en Canberra durante el invierno, los suburbios y la costa norte de Sídney, y en Carnarvon Gorge en el centro de Queensland.

## Avicultura
En Australia los miembros de su género ocasionalmente se crían en aviarios y son aves tranquilas y relativamente silenciosas si se crían a mano. Son relativamente conocidos fuera de Australia. Tienen una capacidad limitada de imitar la voz humana y normalmente prefieren no ser sostenidos, pero establecen lazos rápidamente con la gente. En cautividad llegan a alcanzar los 25 años.